# Hugo Laemmer
Eduard Ludwig Hugo Laemmer (ur. 25 stycznia 1835 w Olsztynie, zm. 6 stycznia 1918 we Wrocławiu) – duchowny katolicki, profesor Uniwersytetu Wrocławskiego, w latach 1861–1863 wicerektor (subregens) seminarium duchownego w Braniewie.

## Życiorys

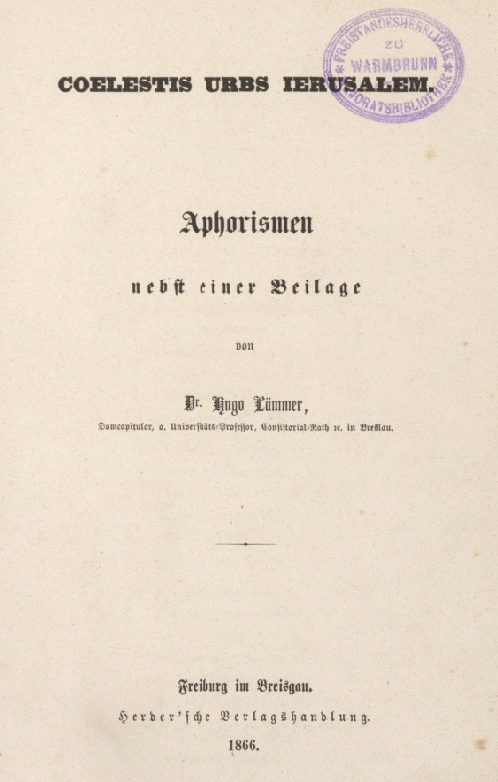
Hugo Laemmer Aphorismen, 1866

Hugo Laemmer urodził się 25 stycznia 1835 w mieszanej rodzinie luteranina Edwarda Laemmera i katoliczki Karoliny z domu Ehlert. Wychowywany był jednak przez ojca, zgodnie z dekretem króla Fryderyka Wilhelma III z 1803 roku, w religii protestanckiej. Od 1841 uczęszczał do protestanckiej szkoły w Olsztynie. Już od młodości wyróżniał się genialnym umysłem. Od 1844 zaczął pobierać naukę w gimnazjum miejskim w Królewcu i tam zdał w 1852 maturę. Następnie również w Królewcu studiował filozofię i teologię ewangelicką. 
W 1853 przeniósł się do Lipska. Mając 19 lat (1854) uzyskał doktorat z filozofii w Lipsku, dwa lata później (1856) zrobił licencjat, a w 1857 r. habilitował się (w wieku 22 lat) z historii na Wydziale Teologii Ewangelickiej Uniwersytetu we Wrocławiu. Na katolicyzm przeszedł 21 listopada 1858 i trzy dni później wstąpił do seminarium duchownego w Braniewie. Święcenia kapłańskie otrzymał 24 VII 1859. Doktoryzował się z teologii i filozofii. W latach 1864–1916, jako profesor Uniwersytetu Wrocławskiego, wykładał prawo kościelne. Obdarzony został godnością prałata i protonotariusza apostolskiego. Był także radcą Książęco-Biskupiej Tajnej Kancelarii, kanonikiem kapituły wrocławskiej, konsultorem Kongregacji Obrządków Wschodnich, kuratorem boromeuszek w Trzebnicy, a także honorowym członkiem Kolegium Doktorów Wydziału Teologii Uniwersytetu Wiedeńskiego. Pełnił również funkcję kaznodziei w kościele św. Macieja we Wrocławiu. W latach 1861–1863 był wicerektorem seminarium duchownego w Braniewie i wykładowcą katechetyki, liturgiki, prawa małżeńskiego i teologii moralnej. 
Interesował się wieloma dziedzinami teologii: pastoralną, moralną, dogmatyką, historią Kościoła i prawem kościelnym. Poza egzegezą biblijną wykładał wszystkie dziedziny teologiczne. Napisał wiele książek, artykułów naukowych i omówień. Po 50 latach pracy miał na uczelni wrocławskiej odnowienie swego doktoratu, co stało się okazją do wręczenia mu dyplomu doktora honoris causa dnia 10 listopada 1909.

## Biografia
Tomasz Błaszczyk, Hugo Laemmer – teolog wrocławski (1835-1918), w Saeculum Christianum: pismo historyczno-społeczne 9/1, 91–106, rok 2002